# Корпус малоросійських піших стрільців
Корпус малоросійських піших стрільців — військова структура Російської імперії, сформована з українських козаків, міщан і селян 13 травня 1790 року з ініціативи російського князя Григорія Потьомкіна для посилення російської армії у війнах з Туреччиною та Швецією. Корпус складався з 25-ти сотень загальною чисельністю в 5 тисяч осіб. 20 липня 1792 року корпус розформовано, але 24 квітня 1794 року через воєнні дії в Польщі поновлено. 8 листопада 1796 року остаточно розформовано.

## Особистості
У 1790—1792 роках у корпусі служив військовик Російської імперії грузинського походження Спиридон Джавахішвілі. У 1795 році стражником до Малоросійського корпусу піших стрільців був призначений Василь Анастасевич, майбутній бібліограф, письменник і перекладач, видавець.